# Phrynium schlechteri
Phrynium schlechteri är en strimbladsväxtart som beskrevs av Ludwig Eduard Loesener och Georg Martin Schulze. Phrynium schlechteri ingår i släktet Phrynium och familjen strimbladsväxter. Inga underarter finns listade.